# Isles-lès-Villenoy
Isles-lès-Villenoy is een gemeente in het Franse departement Seine-et-Marne (regio Île-de-France) en telt 831 inwoners (2004). De plaats maakt deel uit van het arrondissement Meaux.

## Geografie
De oppervlakte van Isles-lès-Villenoy bedraagt 6,9 km², de bevolkingsdichtheid is 120,4 inwoners per km².
De onderstaande kaart toont de ligging van Isles-lès-Villenoy met de belangrijkste infrastructuur en aangrenzende gemeenten.

## Demografie
Onderstaande figuur toont het verloop van het inwonertal (bron: INSEE-tellingen).